# Шмитт, Макс
Макс-Йо́зеф Шмитт (нем. Max-Joseph Schmitt; родился 18 января 2006 года) — немецкий футболист, вратарь клуба «Бавария», выступающий на правах аренды за клуб «Ульм 1846». Победитель чемпионата Европы и чемпионата мира в составе сборной Германии до 17 лет.

## Клубная карьера
Макс Шмитт — воспитанник «Баварии». В матче против «Иллертиссена» дебютировал за резервную команду. Свой первый матч на ноль провёл против «Аубштадта».

## Карьера в сборной
За сборную Германии до 17 лет дебютировал в матче против Израиля. До чемпионата Европы до 17 лет сыграл 9 матчей, где пропустил 16 мячей. На чемпионате Европы сыграл все 6 матчей сборной; в финале в серии пенальти отразил два удара игроков сборной Франции, чем помог выиграть турнир. На чемпионате мира до 1/4 финала был основным вратарём, но перед полуфиналом заболел и уступил место в воротах Константину Хайде. По итогу сборная Германии выиграла чемпионат мира.

## Достижения
- Чемпион Европы до 17 лет: 2023
- Чемпион мира до 17 лет: 2023